# Ilse Heylenová
Ilse Heylenová nebo Ilse Heylen, (* 21. března 1977 Wilrijk, Belgie) je bývalá belgická zápasnice – judistka vlámské národnosti, držitelka bronzové olympijské medaile z roku 2004.

## Sportovní kariéra
Jako sedmiletá začínala s gymnastikou a judem. Na judo se zaměřila ve 12 letech. Během juniorských let zažila zlatou éru belgického ženského juda, které prakticky nemělo v druhé polovině devadesátých let v Evropě konkurenci. Do seniorské reprezentace se propracovávala složitě. Změna nastala v roce 2002, kdy přešla do vyšší pololehké váhy. V roce 2004 se v této váze kvalifikovala na olympijské hry v Athénách, kde nestačila pouze na favoritku Kubánku Amarilis Savónovoua získala bronzovou olympijskou medaili. Na olympijskou medaili navázala v dalších letech evropskými medailemi. Na olympijské hry v Pekingu se opět připravila velmi dobře. Ve čtvrtfinále svedla krásnou taktickou bitvu s Japonkou Misato Nakamuraovou a prohrála minimální rozdílem na koku. V opravách se jí nedařilo a obsadilo 7. místo. V roce 2012 se v 35 letech potřetí kvalifikovala na olympijské hry v Londýně. Ve druhém kole dokázala ubránit favorizovanou Rumunku Andreeu Chițuová a dostala se až do bojů o medaile. V soubojích o medaile ji však došly síly a obsadila 5. místo. Blízkost druhé olympijské medaile jí motivovala u vrcholového juda vydržet další čtyři roky. V roce 2016 se pohybovala na hraně přímé kvalifikace na olympijské hry v Riu. V březnu na světovém poháru v marocké Casablance se stala nejstarší známkou vítězkou světového poháru (38 let 357 dní). Po skončení olympijské kvalifikace v červnu jí však body k přímé kvalifikaci nestačily a kontinentální kvóta jí utekla o jeden bod. Vzápětí oznámila v 39 letech konec sportovní kariéry. Začátkem srpna, dva dny před startem judistických soutěží na olympijských hrách jí překvapila udělená divoká karta od Mezinárodní judistické federace. Divokou kartu však odmítla z důvodu nepřipravenosti, dle vlastních slov nebylo v jejich silách po více než měsíční pauze důstojné reprezentování na olympijských hrách.

### Vítězství
- 1997 - 1x světový pohár (Basilej)
- 1999 - 1x světový pohár (Varšava)
- 2000 - 1x světový pohár (Praha)
- 2001 - 1x světový pohár (Sofia)
- 2003 - 1x světový pohár (Praha)
- 2004 - 2x světový pohár (Moskva, Sofia)
- 2005 - 1x světový pohár (Sofia)
- 2007 - 1x světový pohár (Moskva)
- 2009 - 1x světový pohár (Birmingham)
- 2011 - 3x světový pohár (Oberwart, Purto La Cruz, San Salvador)
- 2013 - 2x světový pohár (Almaty, Taškent)
- 2014 - 1x světový pohár (Santiago)
- 2016 - 1x světový pohár (Casablanca)

## Výsledky
| Turnaj             | 1998            | 1999            | 2000            | 2001            | 2002           | 2003           | 2004           | 2005           | 2006           | 2007           | 2008           | 2009           | 2010           | 2011           | 2012           | 2013           | 2014           | 2015           | 2016           |                |
| Turnaj             | 21              | 22              | 23              | 24              | 25             | 26             | 27             | 28             | 29             | 30             | 31             | 32             | 33             | 34             | 35             | 36             | 37             | 38             | 39             |                |
| Turnaj             | superlehká váha | superlehká váha | superlehká váha | superlehká váha | pololehká váha | pololehká váha | pololehká váha | pololehká váha | pololehká váha | pololehká váha | pololehká váha | pololehká váha | pololehká váha | pololehká váha | pololehká váha | pololehká váha | pololehká váha | pololehká váha | pololehká váha | pololehká váha |
| ------------------ | --------------- | --------------- | --------------- | --------------- | -------------- | -------------- | -------------- | -------------- | -------------- | -------------- | -------------- | -------------- | -------------- | -------------- | -------------- | -------------- | -------------- | -------------- | -------------- | -------------- |
| Olympijské hry     |                 |                 | —               |                 |                |                | 3.             |                |                |                | 7.             |                |                |                | 5.             |                |                |                | —              |                |
| Mistrovství světa  |                 | —               |                 | —               |                | —              |                | úč.            |                | úč.            |                | úč.            | —              | úč.            |                | úč.            | úč.            | úč.            |                |                |
| Mistrovství Evropy | 7.              | —               | —               | —               | 5.             | —              | 2.             | 1.             | 3.             | 3.             | 7.             | 3.             | 3.             | 7.             | úč.            | —              | —              | úč.            | úč.            |                |
| Akademické MS      |                 |                 | 2.              |                 |                |                |                |                |                |                |                |                |                |                |                |                |                |                |                |                |